# 유럽 고속도로 76호선
유럽 고속도로 76호선(European route E76)은 이탈리아의 피사와 피렌체를 사이에 두고 연결되는 총 연장 88 km 구간을 가진 국제 E-road 네트워크 노선망이다. 중간의 중요한 경유지로는 루카와 피스토이아 그리고 프라토 등으로 이루어져 있다. 다만 1992년에 E-road와 관련된 새로운 넘버링 번호로 개편된 과정상 1992년 이전에 지정된 E76은 현재의 유럽 고속도로 134호선이 이를 채우고 있으며, 이 도로가 노르웨이를 관통한 것에 대한 언급이 있다.

## 주요 경유지
- 이탈리아
  - 아우토스트라다 A11 : 피사 - 루카 - 카판노리 - 피스토이아 - 프라토 - 세스토피오렌티노 - 피렌체